# Nils Duerinck
Nils Duerinck (ur. 20 marca 1984 w Vilvoorde) – belgijski lekkoatleta specjalizujący się w biegu na 400 metrów.
Na międzynarodowej imprezie zadebiutował w 2005 roku odpadając w eliminacjach młodzieżowych mistrzostw Europy. W tym samym sezonie na półfinale zakończył udział w uniwersjadzie. Większe sukcesy niż indywidualnie odnosi w biegu rozstawnym 4 × 400 metrów. Wraz z partnerami z reprezentacji był czwarty na mistrzostwach globu w Berlinie (2009) oraz wystartował w eliminacjach halowych mistrzostw świata w 2010, podczas których czasem 3:08,84 ustanowiono rekord Belgii (w finale Belgowie zdobyli srebrne medale tej imprezy, a Duerincka zastąpił Cédric Van Branteghem). Bez powodzenia startował w biegu na 400 metrów przez płotki oraz zdobył brąz (ponownie biegnąc jedynie w eliminacjach) w sztafecie na mistrzostwach Starego Kontynentu (2010). Belgijska sztafeta z Duerinckiem w składzie zdobyła w marcu 2011 brązowy medal halowych mistrzostw Europy w Paryżu. Wielokrotny medalista mistrzostw kraju oraz reprezentant w pucharze Europy i drużynowym czempionacie Europy.
Rekordy życiowe w biegu na 400 metrów: stadion – 46,34 (18 lipca 2010, Bruksela); hala – 47,23 (20 lutego 2011, Gandawa).

## Osiągnięcia
| Rok  | Impreza                              | Miejsce   | Konkurencja                | Lokata     | Wynik         |
| ---- | ------------------------------------ | --------- | -------------------------- | ---------- | ------------- |
| 2005 | Młodzieżowe mistrzostwa Europy       | Erfurt    | bieg na 400 m              | eliminacje | 47,09         |
| 2005 | Uniwersjada                          | Izmir     | bieg na 400 m              | półfinał   | 46,79         |
| 2007 | Superliga pucharu Europy             | Monachium | sztafeta 4 × 400 m         | 7. miejsce | 3:05,14       |
| 2009 | I liga drużynowych mistrzostw Europy | Bergen    | sztafeta 4 × 400 m         | 1. miejsce | 3:07,30       |
| 2009 | Uniwersjada                          | Belgrad   | bieg na 400 m              | półfinał   | 47,24         |
| 2009 | Uniwersjada                          | Belgrad   | sztafeta 4 × 400 m         | 4. miejsce | 3:06,61       |
| 2009 | Mistrzostwa świata                   | Berlin    | sztafeta 4 × 400 m         | 4. miejsce | 3:01,88       |
| 2010 | Halowe mistrzostwa świata            | Doha      | sztafeta 4 × 400 m         | 2. miejsce | 3:08,84 (el.) |
| 2010 | I liga drużynowych mistrzostw Europy | Budapeszt | sztafeta 4 × 400 m         | 1. miejsce | 3:05,28       |
| 2010 | Mistrzostwa Europy                   | Barcelona | bieg na 400 m przez płotki | półfinał   | 50,46         |
| 2010 | Mistrzostwa Europy                   | Barcelona | sztafeta 4 × 400 m         | 3. miejsce | 3:03,49 (el.) |
| 2011 | Halowe mistrzostwa Europy            | Paryż     | sztafeta 4 × 400 m         | 3. miejsce | 3:06,57       |
| 2012 | Igrzyska olimpijskie                 | Londyn    | sztafeta 4 × 400 m         | 4. miejsce | 3:01,70 (el.) |
| 2013 | I liga drużynowych mistrzostw Europy | Dublin    | bieg na 400 m przez płotki | 6. miejsce | 52,00         |